# Korozní inženýrství
Korozní inženýrství je obor, zabývající se výzkumem koroze, kterou v tomto smyslu chápeme jako fyzikálně-chemickou interakci materiálu a prostředí vedoucí ke změnám vlastností materiálu, které mohou vyvolávat významné zhoršení funkce materiálu, prostředí nebo technického systému, jehož jsou materiál a prostředí složkami.